# Formule semi-développée
En chimie moléculaire, une formule semi-développée est une simplification d'une formule développée plane, dans laquelle on ne représente pas les liaisons avec les atomes d'hydrogène.
Le principe de représentation des atomes est le même : son symbole chimique, issu du tableau périodique des éléments, et un trait par liaison (ou plusieurs si la liaison est double ou triple).
Par exemple, l'octane (C8H18) :

Formule développée :

Formule semi-développée :

On peut aussi inverser les C et les H pour insister sur les liaisons carbone-carbone, par exemple pour le propane, (C3H8) : 
Il existe aussi la formule semi-développée compacte où les liaisons ne sont plus marquées, par exemple CH3CH2CH3 ou CH3CH2CHO.